# Meriden (Iowa)
Meriden es una ciudad ubicada en el condado de Cherokee en el estado estadounidense de Iowa. En el Censo de 2010 tenía una población de 159 habitantes y una densidad poblacional de 553,07 personas por km².

## Geografía
Meriden se encuentra ubicada en las coordenadas 42°47′40″N 95°37′59″O / 42.79444, -95.63306. Según la Oficina del Censo de los Estados Unidos, Meriden tiene una superficie total de 0.29 km², de la cual 0.29 km² corresponden a tierra firme y (0%) 0 km² es agua.

## Demografía
Según el censo de 2010, había 159 personas residiendo en Meriden. La densidad de población era de 553,07 hab./km². De los 159 habitantes, Meriden estaba compuesto por el 100% blancos, el 0% eran afroamericanos, el 0% eran amerindios, el 0% eran asiáticos, el 0% eran isleños del Pacífico, el 0% eran de otras razas y el 0% pertenecían a dos o más razas. Del total de la población el 0% eran hispanos o latinos de cualquier raza.